# Rusko imperialno vojno letalstvo
Imperialno vojno letalstvo (rusko Росси́йский Импера́торский вое́нный возду́шный флот (Императорский военно-воздушный флот)) je bilo vojno letalstvo Ruskega imperija med letoma 1910 in 1917.
Kjub svoji kratki zgodovini je hitro postalo eno od boljših vojnih letalstev na svetu in odigralo pomembno vlogo pri razvoju ruskega in svetovnega letalstva.

## Zgodovina

### Razvoj do leta 1914
Korenine ruskega letalstva segajo v 1880. k teoretičnim projektom ruskih pionirjev letalstva, kot sta na primer Kibalčič in Možajski. Leta 1881 je stotnik 1. reda vojne mornarice Možajski dobil prvi patent za svojo letalno napravo težjo od zraka. V 1890. je letalske osnove izboljševal Ciolkovski. 
Žukovski je leta 1902 organiziral aerodinamični laboratorij v Moskvi, CAGI, v katerem so zgradili aerodinamični tunel, med prvimi na svetu. Leta 1904 je ustanovil prvi aerodinamični inštitut v Kašinu južno od Moskve.
Med letoma 1905 in 1912 je Ruska imperialna vojska doživela prenove zaradi poraza Rusije v rusko-japonski vojni (1904-5), kjer so odpravljali resne pomanjkljivosti v osrednjem vodstvu, organizaciji, častniškem sistemu, bojni pripravljenosti in tehnični opremljenosti.
Junija 1909 je član odeškega letalskega kluba A. A. Van-der-Škruf prvi v Ruskem imperiju poletel z letalom Voisin. Med septembrom in novembrom 1909 sta francoska pilota v Moskvi in Sankt Peterburgu prikazala letalske polete. 15 in 19. septembra je na Kodinki zunaj Moskve z letalom Voisin poletel pilot in mehanik Legagneux. Novembra 1901 je na letališču Kolomjanskoje v Sankt Peterburgu z enokrilnikom Bleriot XI poletel Guillaud.
Leta 1910 so ustanovili rusko Imperialno vojno letalstvo. Do junija istega leta je Ruska vojska naročila 11 in kupila več francoskih letal ter začela poučevati prve vojaške pilote. Marca 1910 so v Francijo na izobraževanje poslali 6 pilotov in 6 mehanikov. Osnovali so dve letalski šoli, v Gatčini in Sevastopolu. Prvo letališče v Gatčini so kasneje dopolnili z letališčem v Sevastopolu zaradi slabe lege, saj so zaradi neugodnega vremena skozi vse leto z letališča lahko vzletali le poleti. Med prvimi voditelji ruskega vojnega letalstva je bil knez Aleksander Mihajlovič. Bil je pobudnik ustanovitve častniške letalske šole pri Sevastopolu, kasneje pa je postal načelnik Imperialnega VL. Prvi izučeni piloti so bili: Popov, Jefimov, Utočkin, A. A. Vasiljev in drugi. V Moskvi so aprila organizirali prvi vseruski letalski teden.
Vojno letalstvo je bilo razdeljeno na letalske brigade po 6 do 10 letal, združenih v posamezne letalske skupine.
Zgodovina vojnega letalstva v Ruskem imperiju je v tesni povezavi z imenom Sikorskega. Sikorski je leta 1913 zgradil prvi štirimotorni dvokrilnik Ruski vitez in svoj znameniti bombnik S-22 Ilja Muromec. V Sankt Peterburgu je poletel prvi Ruski vitez (s skupno maso približno 5000 kg), izdelan v Rusko-baltski tovarni vagonov v Rigi na podlagi konstrukcije Sikorskega. Na njegovi osnovi so izdelali izpopolnjeno letalo Ilja Muromec, ki se je izkazalo v prvi svetovni vojni. V letu 1913 je Grigorovič izdelal več »letečih ladij« za Rusko imperialno mornarico.

### 1914 - 1917
V letu 1914 so ruski letalci opravili prve arktične polete pri iskanju izgubljene odprave Sedova. V začetku 1. svetovne vojne je imela Rusija 263 (244) letal v sestavu 39-tih letalskih brigad. Večji del so predstavljala zastarela francoska letala. Najprej so uporabljali letala le za izvidovanje in usklajevanje topniškega ognja, kmalu pa so se začeli prvi zračni boji. Decembra 1914 so ustanovili eskadriljo bombnikov Ilja Muromec in jo uporabili proti nemški in avstro-ogrski vojski. 
Med najbolj znanimi tedanjimi vojaškimi piloti sta bila Nesterov, ki je umrl pri samomorilskem napadu (taran) na avstrijski izvidniški dvosed, in najuspešnejši letalski as Kazakov, ki je sestrelil 32 sovražnih letal.
Koncem leta 1916 je Sikorski izdelal štirimotorni dvosedežni bombnik Aleksander Nevski, vendar ni dosegel serijske proizvodnje zaradi dogodkov pred oktobrsko revolucijo in emigracije Sikorskega v ZDA leta 1919. 80 % letala je bilo izdelanega iz oklepnega jekla in duraluminija. Po preračunih naj bi doseglo hitrost 250 km/h. Poletel je le enkrat s skupno maso 1500 kg. 4. januarja 1917 ga je predstavil carju Nikolaju II.
Leta 1915 je Imperialno vojno letalstvo kot del Inženirskega korpusa postalo samostojna veja vojske neposredno pod poveljstvom Stavke (glavnega štaba vrhovnega poveljnika). Vojna za Rusijo ni dobro potekala. Po večjih zastojih na vzhodni fronti in gospodarskem razsulu je proizvodnja vojaških letal precej zaostala za proizvodnjo ruskega tekmeca, Nemčijo. Med letoma 1914 in 1917 so zgradili približno 5000 letal, v Nemčiji pa v tem času 45.000. Oktobra 1917 je imelo Rusko vojno letalstvo 700 letal.
Hangarji Vojnega letalstva za hidroplane v talinskem pristanišču so bili med prvimi zgradbami iz ojačanega betona.

### Nadaljnji razvoj
Po revoluciji in razpadu vojske je Imperialno vojno letalstvo postalo Vojno letalstvo Sovjetske zveze. Veliko prvih ruskih vojaških pilotov je umrlo v državljanski vojni ali pa so odšli iz Rusije. Najbolj znan med njimi je morda Smirnov.
Po razpadu Sovjetske zveze se je Vojno letalstvo SZ razdelilo. Rusija je dobila 40 % opreme in 65 % osebja sovjetskega VL. Nastalo je Vojno letalstvo Ruske federacije. 21. avgusta 1991 je postal prvi vrhovni poveljnik VL RF general armade Dejnekin.

## Letalske tovarne do 1917
- Tovarna Ščetinina (Sankt Peterburg)
- Tovarne Lebedjeva (Sankt Peterburg, Jaroslavelj, Taganrog)
- Tovarna Sljusarenko (Sankt Peterburg)
- Tovarna Duks (Moskva)
- Rusko-baltska tovarna vagonov (Riga)
- Tovarna Anatra (Odesa)

## Letala

### Domača proizvodnja
- Anatra Anadis (1916)
- Anatra Anadva VH (bombnik) (1916)
- Anatra Anakle (1916)
- Anatra D (Anatra Anade, Anatra-D, Anatra-Dekan) (1916)
- Anatra DS (Anatra Anasal) (izvidnik) (1916)
- Anatra Voisin Ivanova (Anatra V.I.) (1916)
- Dvokrilnik Olhovskega (1917)
- Grigorovič M-1
- Grigorovič M-2
- Grigorovič M-3
- Grigorovič M-4
- Grigorovič M-5 (Grigorovič Š-5)
- Grigorovič M-9 (Grigorovič Šč-9, Šč M-9, Ščetinin M-9)
- Grigorovič M-15 (Grigorovič Šč-15, Šč M-15, Ščetinin M-15)
- Grigorovič M-16 (Grigorovič Šč-16, Šč M-16, Ščetinin M-16) (hidroplan izvidnik) (1916)
- Grigorovič, Ščetinin GASN (bombnik) (1917)
- Kasjanenko št. 5 (lovec) (1917)
- Lebedjev 12 (Lebedjev XII, Lebedjev Labod-XII) (izvidnik) (1915)
- Lebedjev LM-1 (pomorski izvidnik) (1915)
- Lebedjev X (1916)
- Lebedjev XI (Lebedjev Labod-XI) (izvidnik) (1915)
- Lebedjev XIV Grand (Lebedjev Labod-XIV Grand) (izvidnik-bombnik)
- Lebedjev XVII (Lebedjev Labod-XVII) (izvidnik) (1917)
- Moska (1916)
- Moska MB (1915)
- Porohovšikov št. 1 (1911)
- Sikorski Aleksander Nevski (1916)
- Sikorski Grand (bombnik) (1913)
- Sikorski S-6 (1911)
- Sikorski S-10 (S.X) (izvidnik) (1913)
- Sikorski S-11 (S.XI) (izvidnik) (1913)
- Sikorski S-12 (S.XII) (šolsko transporno letalo) (1914)
- Sikorski S-15 (S.XV) (izvidnik)
- Sikorski S-16 (S.XVI, S-XVI)
- Sikorski S-17 (S-XVII) (1915)
- Sikorski S-18 (S-XVIII) (1916)
- Sikorski S-19 (prestreznik) (1916)
- Sikorski S-20 (S-XX) (1916)
- Sikorski S-21 Ruski vitez (bombnik) (1913)
- Sikorski S-22 Ilja Muromec (bombnik) (1914)
- Slesarjev Svjatogor (eksperimentalni bombnik) (1913)
- Štirikrilnik Saveljeva št. 1 (izvidnik) (1916)
- Štirikrilnik Saveljeva št. 2 (izvidnik) (1916)
- Trikrilnik Bezobrazova (1914)

## Piloti

### Letalski asi
Glej tudi seznam ruskih letalskih asov prve svetovne vojne.
| pilot                                              | čin                   | št. zmag |
| -------------------------------------------------- | --------------------- | -------- |
| Aleksander Aleksandrovič Kazakov (Kozakov)         | polkovnik             | 20       |
| Pavel Vladimirovič Agrejev (d'Argueff, d'Argueeff) | stotnik               | 15       |
| Aleksander Nikolajevič Prokofjev-Severski          | stotnik druge stopnje | 13       |
| Ivan Vasiljevič Smirnov                            | poročnik              | 12       |
| Mihail Ivanovič Safonov                            | lajtnant              | 11       |
| Boris Vasiljevič Sergijevski                       | stotnik               | 11       |
| Edvard Martinovič Tomson                           | praporščak            | 11       |
| Aleksej Dimitrijevič Širinkin                      | poročnik              | 9        |
| Jefgraf Nikolajevič Kruten                         | štabni stotnik        | 7        |
| Georgij Stepanovič Sapožnikov                      | praporščak            | 7        |
| Vladimir Ivanovič Striževski                       | praporščak            | 7        |
| Grigorij Edvardovič Suk                            | praporščak            | 7        |
| Ivan Aleksandrovič Lojko                           | poročnik              | 6        |
| Ivan Aleksandrovič Orlov                           | praporščak            | 6        |
| O. I. Teter                                        | praporščak            | 6        |
| Vasilij Ivanovič Jančenko                          | praporščak            | 6        |
| Ivan Mihajlovič Bagrovnikov                        | podpolkovnik          | 5        |
| L. Coudouret                                       | nižji lajtnant        | 5        |
| Viktor Georgijevič Fjodorov                        | lajtnant              | 5        |
| Jurij Vladimirovič Gilšer                          | kornet                | 5        |
| Nikolaj Kirilovič Kokorin                          | praporščak            | 5        |
| Ernst Kristijanovič Leman                          | praporščak            | 5        |
| Jaan M. Mahlapuu                                   | praporščak            | 5        |
| Aleksander Mihajlovič Pišvanov                     | praporščak            | 5        |
| Edvard Martinovič Pulpe                            | nižji lajtnant        | 5        |
| Viktor Viktorovič Utgof                            | višji lajtnant        | 5        |
| Konstantin Konstantinovič Vakulovski               | stotnik               | 5        |
| Donat Adamovič Makijonok                           | štabni stotnik        | 4        |
| Edgar Ivanovič Meos                                | pribočnik             | 4        |